# Cantó d'Aignay-le-Duc
El cantó d'Aignay-le-Duc és un cantó francès del departament de Costa d'Or, situat al districte de Chalon-sur-Saône. Té 16 municipis i el cap és Aignay-le-Duc.

## Municipis
- Aignay-le-Duc
- Beaulieu
- Beaunotte
- Bellenod-sur-Seine
- Busseaut
- Duesme
- Échalot
- Étalante
- Mauvilly
- Meulson
- Minot
- Moitron
- Origny
- Quemigny-sur-Seine
- Rochefort-sur-Brévon
- Saint-Germain-le-Rocheux

## Història
| Data d'elecció                           | Identitat     | Partit           | Qualitat |
| ---------------------------------------- | ------------- | ---------------- | -------- |
| 1945-1949                                | M. Bertrand   | Divers gauche    |          |
| 1949-1961                                | M. Lavier     | Divers droite    |          |
| 1961-1970                                | Louis Armatte | Centrista        |          |
| 1970-                                    | Henri Julien  | RPR, després UMP |          |
| les dades anteriors no són pas conegudes |               |                  |          |
|                                          |               |                  |          |

## Demografia
| A partir de 1990: Població sense dobles comptes |